# 后戈庄村
```
36°47′32″N
 
119°55′34″E

 / 

36.792206°N 119.925979°E

 / 
36.792206; 119.925979
```

后戈庄村是山东省青岛市平度李园街道办事处下辖的一个村。

## 地理位置
后戈庄村位于平度城区，东至柳行头村地界，西隔西外环与戈家滩村接壤，南与宗家庄村毗邻，北隔万家滩与十里堡、山前村相望。

全村总面积2.54平方公里。距市人民会堂1.5公里。人民路从东往西横贯村庄。

## 村庄由来
明洪武年间（1368～1398），海啸过后，池、谢两姓开始在村北高地上安家落户，因距离县署衙门的三里而命名为三里庄，其后毛、李、王、宗4姓相继入住。

当时，因西河洼村有侯庸在京城任礼部侍郎，死后葬于三里庄村北——侯侍郎坟(建国后逐渐被毁坏，现已消失)，其后代祭祖常进村落脚，因侍郎后代和毛姓表兄弟者，为攀高枝，将村名改为“侯哥庄”，意思是姓侯的表哥所居住的村庄，后来为书写方便，谐音演绎为“后戈庄”，沿用至今。

## 隶属沿革
民国二十四年（1935）属平度县一区民智镇。

1938年1月属平度县一区。

1943年1月属平度城厢区。1953年2月属平北县一区。

1958年2月属平度县城关镇。

1958年9月属平度县红旗人民公社。

1962年4月属平度县城关人民公社。

1995年1月属平度市李园街道办事处。

## 经济概况
2005年，全村630户，2043人，耕地面积1292亩。农村经济总收入2855万元，农民人均所得5706元。

自建村起，以农业为主。20世纪60年代，以生产鞭炮，闻名胶东半岛。中共党的十一届三中全会后，大力发展村办企业4处，现在村中有果园、畜牧产品养殖，村北有好一家牛肉粉的农场，村西是李园工业园。

## 社会事业
自来水入户率和新兴合作医疗覆盖率都达到了100%，其他各类基础设施也相对完善。村内有幼儿园，村北有平度的名校：“西关小学”、“西关中学”和“平度九中（新校）”，学生上学非常方便，村西有李园卫生院，医疗设施比较齐备。

公交线路：8路 10路 601路 602路

## 荣誉称号
后戈庄是李园街道办近年来的先进村之一，曾多次被平度市委、市政府评为为“先进党支部”及“文明村庄”。